# 古谷猛
古谷 猛（こや たけし、1950年1月31日 - ）は、岡山県出身の元ボートレーサー。

## 来歴
1968年9月10日に26期生として選手登録され、同年10月18日の宮島でデビューし、同日に初勝利を挙げた。
26期生では最年少であり、同期には林通・原田順一がいる。
1997年には住之江のSG「第12回賞金王シリーズ戦競走」に出場して12月18日の1Rでインから握って回り、まくり差した小林嗣政を抑えてオープニングレースを制した 。
1998年には丸亀で行われたSG「第33回総理大臣杯競走」に出場して3月17日の2日目1Rで2コースの速いスリットからインの原を捲ってシリーズ初白星を挙げた 。
2000年3月26日の丸亀一般「日本財団会長杯」1Rでは2号艇で4コースより差しを決め、当時48人目となる通算2000勝を達成。
2006年には津一般戦「第3回倉田栄一杯争奪安濃津賞」の優勝戦では人気に推され、インからトップスタートを決め、村田瑞穂・飯田加一を抑えて逃げ快勝。2月12日の浜名湖一般戦「クロッキーアタック」以来、同年2回目の優勝を飾り、「競艇の神様」倉田から祝福を受けた。第1回大会優勝戦でインから6着敗退の雪辱が晴らし、来期ランクも3期ぶりにA1復帰がほぼ確実となった。
2007年4月9日の津一般戦「第23回高虎杯争奪戦」で笠原亮・新田芳美を抜いての優勝が最後の優勝となり、2008年5月8日の鳴門一般戦「第18回日本モーターボート選手会会長杯競走」最終日6Rで勝利し、史上19人目の通算2500勝を達成。
林貢・小畑実成・川崎智幸と共にイーグル会メンバーの一人で、一般戦だけで75回目の優勝を数える「一般戦の鬼」であった。
2014年4月8日の常滑一般戦「常滑市制60周年記念競走」で江口晃生・篠崎元志と共に優出したのが最後の優出（結果は4号艇5コース進入で5着）となり、2015年8月27日の福岡一般戦「ワンダモーニングショット杯」5日目3Rで最後の勝利（2号艇2コースからまくり）を挙げ、9月16日の唐津一般戦「日刊スポーツ杯」2日目3Rが最後の出走となった。同年引退。